# Сикхізм в Австралії
Сикхізм в Австралії — це релігія меншини, за якою слідує 0,5 % населення Австралії.

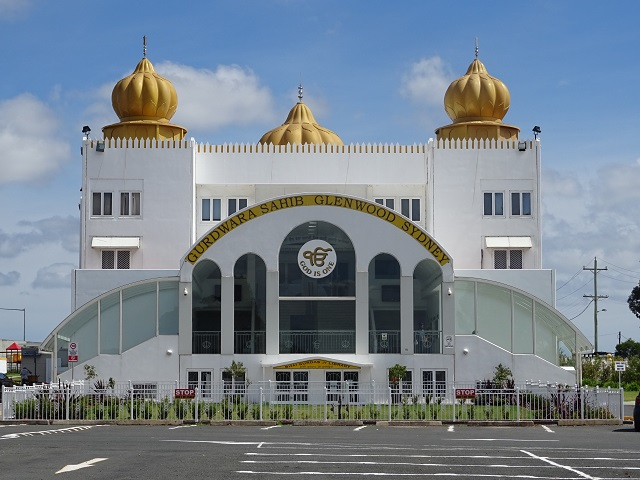
Шрі Гуру Сінгх Сабха Гурдвара у Сіднеї, Новий Південний Уельс.

Більшість австралійських сикхів — пенджабці.

## Історія
Історію раннього приходу сикхів до Австралії важко відокремити від історії численних інших релігійних конфесій, які були представлені народом Британської Індії та, зокрема, провінцією Пенджаб.
Сикхи походили з Індії та добре виконували свої завдання як робітники ферм на тростинних полях і пастухи на вівчарських станціях.
Наприкінці XIX століття індійські торговці, багато з яких були сикхами, стали звичним явищем по всій країні. Торгівля була звичайним заняттям у сільській місцевості Індії, її легко перенесли в сільську місцевість Австралії через її широко розпорошене населення.
За даними перепису 2016 року, населення сикхів налічувало 125 909 осіб, з них 39 % мешкають у Мельбурні, 21 % у Сіднеї та 10 % у Брисбені. Штати з найбільшою часткою сикхів — Вікторія (0,89 %) та Австралійська столична територія (0,54 %), тоді як найменші — Північна територія (0,28 %) та Тасманія (0,10 %).